# Кривошеинский район
Кривоше́инский райо́н — административно-территориальная единица (район) и муниципальное образование (муниципальный район) в центральной части Томской области России.
Население — 12 222 чел. (2021).
Административный центр района — село Кривошеино.

## География
Площадь района — 4,4 тыс. км². По территории района протекает река Обь.
Кривошеинский район приравнен к районам Крайнего Севера.

## История
12 июля 1924 года Сибревкомом, на основе Козырбакской, Иштанской, Монастырской и частей Николаевской, Ново-Александровской и Амбарцевской волостей была образована укрупнённая Кривошеинская волость Томского уезда, организацию власти в которой осуществлял Кривошеинский райком РКП(б). Данная волость изначально создавалась как будущий район.
В мае 1925 года Сибревком осуществил реформу районирования: упразднены волости, уезды и губернии. Так на карте РСФСР появился Кривошеинский район Томского округа Сибирского края. Район был многонациональным по составу жителей: имелись селькупские (остяцкие) и татарские деревни, а также поселения украинцев, белорусов и поляков (например, деревня Белосток). Наиболее многочисленное, доминирующее население было этническими русскими — потомками казаков (с XVII века) и крестьян-переселенцев из Центральной России (конец XIX века).
Постановлением ВЦИК от 20 июня 1930 года к Кривошеинскому району был присоединён Молчановский район. Месяц спустя Сибирский край был разделён за западную и восточную части, и район оказался в составе Западно-Сибирского края РСФСР (СССР). В эти годы территория становится также частью юрисдикции обских спецкомендатур Сиблага (ГУЛАГ). Сталинские репрессии эпохи ГУЛАГа также прокатились и по населению района.
28 сентября 1937 года была образована Новосибирская область РСФСР, и район вошёл в её состав. Согласно Указу Президиума Верховного Совета РСФСР и решению Новосибирского облисполкома из Кривошеинского района был вновь выделен Молчановский район. 13 августа 1944 года из Новосибирской области была выделена Томская область, и район оказался теперь в её составе.
Во время проходившей в 1960-х годах реформы административного деления СССР 8 февраля 1963 года к Кривошеинскому району опять был присоединён Молчановский район, однако уже 7 января 1965 года Молчановский район был воссоздан.

## Население
| 2002    | 2007    | 2008    | 2009    | 2010    | 2011    |
| ------- | ------- | ------- | ------- | ------- | ------- |
| 15 848  | ↘15 500 | ↘15 400 | ↘15 228 | ↘13 285 | ↘13 271 |
| 2012    | 2013    | 2014    | 2015    | 2016    | 2017    |
| ↘12 942 | ↘12 831 | ↘12 665 | ↘12 491 | ↘12 336 | ↘12 258 |
| 2018    | 2019    | 2020    | 2021    |         |         |
| ↘12 083 | ↘11 861 | ↘11 767 | ↗12 222 |         |         |

Район отнесен к депрессивным территориям, с низкой рождаемостью, высокой смертностью и преобладанием лиц пенсионного возраста.
В районе отрицательный миграционный баланс. Массовый отъезд молодёжи ещё более усугубляет положение. Связано это в первую очередь с отсутствием рабочих мест и низким уровнем жизни населения в районе.

## Муниципально-территориальное устройство
В муниципальный район входят 7 муниципальных образований со статусом сельских поселений.
| № | Муниципальное образование            | Административный центр | Количество населённых пунктов | Население (чел.) | Площадь (км²) |
| - | ------------------------------------ | ---------------------- | ----------------------------- | ---------------- | ------------- |
| 1 | Володинское сельское поселение       | село Володино          | 3                             | ↗1278            | 264,78        |
| 2 | Иштанское сельское поселение         | село Иштан             | 5                             | ↗799             | 461,03        |
| 3 | Красноярское сельское поселение      | село Красный Яр        | 1                             | ↗2212            | 1325,58       |
| 4 | Кривошеинское сельское поселение     | село Кривошеино        | 3                             | ↗5691            | 559,06        |
| 5 | Новокривошеинское сельское поселение | село Новокривошеино    | 2                             | ↘719             | 660,90        |
| 6 | Петровское сельское поселение        | село Петровка          | 4                             | ↗605             | 302,49        |
| 7 | Пудовское сельское поселение         | село Пудовка           | 4                             | ↗918             | 805,91        |

### Населённые пункты
В Кривошеинском районе 22 населённых пункта.
| №  | Населённый пункт | Тип     | Население | Муниципальное образование            |
| -- | ---------------- | ------- | --------- | ------------------------------------ |
| 1  | Бараново         | деревня | ↘2        | Петровское сельское поселение        |
| 2  | Белосток         | село    | ↘239      | Пудовское сельское поселение         |
| 3  | Вознесенка       | деревня | ↘130      | Пудовское сельское поселение         |
| 4  | Володино         | село    | ↘1121     | Володинское сельское поселение       |
| 5  | Егорово          | деревня | ↘64       | Петровское сельское поселение        |
| 6  | Елизарьево       | деревня | ↗210      | Петровское сельское поселение        |
| 7  | Жуково           | село    | ↘323      | Кривошеинское сельское поселение     |
| 8  | Иштан            | село    | ↗352      | Иштанское сельское поселение         |
| 9  | Карнаухово       | деревня | ↘79       | Иштанское сельское поселение         |
| 10 | Красный Яр       | село    | ↗2212     | Красноярское сельское поселение      |
| 11 | Кривошеино       | село    | ↘5257     | Кривошеинское сельское поселение     |
| 12 | Крыловка         | деревня | ↗98       | Пудовское сельское поселение         |
| 13 | Малиновка        | село    | ↘218      | Новокривошеинское сельское поселение |
| 14 | Никольское       | село    | ↗239      | Иштанское сельское поселение         |
| 15 | Новоисламбуль    | деревня | ↘111      | Кривошеинское сельское поселение     |
| 16 | Новокривошеино   | село    | ↘501      | Новокривошеинское сельское поселение |
| 17 | Новониколаевка   | деревня | ↘64       | Володинское сельское поселение       |
| 18 | Петровка         | село    | ↗329      | Петровское сельское поселение        |
| 19 | Пудовка          | село    | ↗451      | Пудовское сельское поселение         |
| 20 | Рыбалово         | деревня | ↘86       | Иштанское сельское поселение         |
| 21 | Старосайнаково   | деревня | ↘93       | Володинское сельское поселение       |
| 22 | Чагино           | деревня | ↗43       | Иштанское сельское поселение         |

| № | Населённый пункт | Тип     | Год упразднения |
| - | ---------------- | ------- | --------------- |
| 1 | Айканчево        | деревня | 1972            |
| 2 | Бровцево         | деревня | ?               |
| 3 | Былино           | деревня | 2004            |
| 4 | Казырбак         | деревня | 1975            |
| 5 | Кайбасово        | деревня | ?               |
| 6 | Мысовская        | деревня | ?               |
| 7 | Старая Обь       | деревня | ?               |
| 8 | Тугулино         | деревня | ?               |

## Инфраструктура
Во многих населённых пунктах районах отсутствуют важные объекты социальной инфраструктур - школы, медпункты, а часть населённых пунктов и вовсе недоступна для автотранспорта в период межсезонья.

## Промышленность
Лесная промышленность, деревообработка. В селе Красный Яр действует лесопильное производство мощностью 15 тыс. м³ пиломатериалов в год.
В декабре 2014 года в селе Пудовка открылся животноводческий комплекс с современным оборудованием — первый в Томской области подобный объект с 1980-х гг.